# Гвазила
Гвазила (итал. Guasila) је насеље у Италији у округу Каљари, региону Сардинија.
Према процени из 2011. у насељу је живело 2687 становника. Насеље се налази на надморској висини од 205 м.

## Становништво
| 1936. | 1951. | 1961. | 1971. | 1981. | 1991. | 2001. | 2011. |
| ----- | ----- | ----- | ----- | ----- | ----- | ----- | ----- |
| 2.538 | 3.173 | 3.458 | 3.099 | 3.158 | 3.063 | 2.968 | 2.775 |